# Équipe du Canada de football américain
L'équipe du Canada de football américain représente le pays lors des compétitions internationales.
Elle est contrôlée par Football Canada (en) et est reconnue par la Fédération internationale de football américain (IFAF) depuis 2004. Alors que Football Canada est l'instance dirigeante du football canadien amateur national, les matchs parrainés par l'IFAF sont joués selon les règles du football américain — le sport étant légèrement différent.
Le Canada a participé à leur première coupe du monde de football américain en 2011, et atteint la finale où ils sont battus par les États-Unis sur le score de 50 à 7.
Le Canada a également développé l'équipe nationale junior de football américain qui se décline sous la forme d'un programme de développement d'élite. Le Canada a d'ailleurs remporté le championnat des moins de 19 ans 2012.